# Воронежская
 Тази статия е за селото в Краснодарски край.  За областта вижте Воронежка област.  
Воронежская е село в Уст-Лабински район на Краснодарския край. Образува Воронежската селска община, което е негов административен център и единствен субект.

## География
Селото се намира на границата с Република Адигея, на повдигнатия десен бряг на река Кубан, на 5 км западно от град Уст-Лабинск, на магистралата Краснодар – Кропоткин.
Жп гара Варилка работи, влаковете се движат: Краснодар – Кропоткин. Има земеделски предприятия.

## История
Селото е основано през 1804 г.  от преселници от Дон – донските казаци при Воронежкия редут, построен в края на XVIII век и кръстен на Воронежския мускетарски полк. Църква „Рождество на Пресвета Богородица“, 1942 г.
Към краят на XIX век село Воронежская (заедно с Посад Праздничен) – в района на Кубан, в Екатеринодарски отдел (административна единица в рамките на Кубанската област на Руската империя и Кубанско-Черноморската област на РСФСР) с 3246 жители (1890 г.), разполага с 663 жилищни сгради, 571 дворове, 25 603 дка общинска земя, 439 коне, говеда и 1650 чифта волове, 2548 глави друг добитък, 2110 овце; 1 училище, 9 магазина, 2 питейни заведения, 1 фабрика за водка и 8 вятърни мелници.
По време на Великата отечествена война селото е окупирано от немски войски, които извършват тук масово унищожение на военнопленниците – 3407 души.

## Етимология
Селото е кръстено на Воронежския мускетарски полк, който в края на XVIII век стои на Кавказката линия. Полкът от своя страна носи името на град Воронеж.

## Известни личности
- Иван Афанасиев — командир на гарнизона на Къщата на Павлов в Сталинградската битка.